# 橋爪淳
橋爪 淳（はしづめ じゅん、1960年〈昭和35年〉10月13日 - ）は、日本の俳優。東京都出身。東宝芸能所属。日本大学藝術学部映画学科卒業。

## 略歴
1982年、劇場映画『海峡』で俳優デビュー。1983年、美空ひばり舞台20周年記念ミュージカル『水仙の詩』の相手役新人オーディションで抜擢される。
1987年、『若大将天下ご免!』（テレビ朝日）の結城小太郎役にて初主演を果たす。同作品の主題歌も担当した。以降、ドラマ・映画・舞台を中心に活動。
2017年12月より「非・演技塾」を開塾し、塾長として俳優などに演技指導をしている。
2024年4月3日、自身のX（旧Twitter）を更新し、大腸がんと診断され入院していたことを明らかにした。無事に治療を終え、リハビリ中であるという。

## 人物
趣味は落語、散歩、ギター。特技は絵画、水泳。
幼少期から怪獣映画を愛好しており、友人の親が館主として営んでいた近所の東映系の映画館でスクリーン裏から作品を無料で鑑賞するなどしていた。幼少期にはリアルタイムで公開されていたゴジラ映画はほとんど観ていたといい、『怪獣島の決戦 ゴジラの息子』や『ゴジラ対ヘドラ』を好きな作品に挙げている。東宝芸能に所属した際は、ゴジラシリーズへの出演を希望し、特撮セットの見学もしていた。『ゴジラ』（1984年版）の公開時には、ファンクラブのスペシャル会員となっていた。その後、『ゴジラvsスペースゴジラ』で主演を務めるに至る。
大学は俳優コースであったが、監督コースや編集コースに遊びに行くことも多く、同コースの技術的な面も良く見学していたという。大学在学中には、船越英一郎が主宰する劇団「MAGAZINE」の舞台に1本出演し、それ以降は映画や舞台、CMのオーディションを受けていたという。
『ゴジラ FINAL WARS』への出演も、橋爪がどんな役でもいいから出演したいと要望していたことによる。元々は幕張で逃げ惑う人々の役の予定であったが、悪天候で撮影が中止になったため別の役へ変更となった。
演技においては、多くのことをやろうとせず、1つの想いを込めることが重要だと述べている。一時期は、俳優業に対して興味を失ったため引退することも考えていたが、東日本大震災の惨状を目の当たりにしたことで小さなことで悩んでいた自分を恥じ、一念発起して演技について再勉強したという。その後は、自身が積み重ねたものを自己完結させるのではなく、若者たちに伝えていくことで自分自身の人生も面白くしていくという考えであることを語っている。

## 出演

### テレビドラマ
- 陽あたり良好! 第7話（日本テレビ、1982年5月9日） - 根岸 役
- NHK大河ドラマ（NHK）
  - 徳川家康（1983年） - 小姓・新太郎 役
  - 春日局（1989年） - 三条西実条 役
  - 信長 KING OF ZIPANGU（1992年） - 前田利家 役
  - 徳川慶喜（1998年） - 土方歳三 役
  - 元禄繚乱（1999年） - 片岡源五右衛門 役
  - 光る君へ 第1回 - 第12回（2024年1月 - 3月） - 藤原頼忠 役[10]
- 火曜サスペンス劇場（日本テレビ）
  - 木に登る犬（1983年8月9日、三船プロ）
  - 浅見光彦スペシャル 貴賓室の怪人（2002年2月5日） - 和泉隆正 役
  - 下町・銭湯騒動記（2002年10月22日、近代映画協会） - 多嶋孝一郎 役
- 特捜最前線 第429話「OL暴行・3分間のミステリー!」（1985年8月21日、テレビ朝日・東映） - 三宅良一巡査 役
- 誇りの報酬 第24話「愛は永遠に…」（1986年3月23日、日本テレビ・東宝） - 柴田刑事 役
- ふれ愛（1986年、東海テレビ）
- 暴れん坊将軍シリーズ（テレビ朝日・東映）
  - 暴れん坊将軍II 第182話SP「燃える江戸城!男たちの一番纏!」（1987年1月3日） - 清太郎 役
  - 暴れん坊将軍VI 第1話SP「吉宗潜入!謀略の城 偽将軍宣下を阻止せよ!」（1994年10月8日） - 穂高源四郎 役
- 若大将天下ご免!（1987年3月14日 - 12月26日、テレビ朝日） - 主演・結城小太郎 役
- 御宿かわせみ 白萩屋敷の月（1988年9月29日、テレビ朝日） - 神林東吾 役
  - 御宿かわせみ 恋娘（1989年3月28日）
- お江戸捕物日記 照姫七変化（1990年2月 - 6月、フジテレビ） - 水原忠吾 役
  - 艶姿! 初春 照姫七変化（1991年1月9日）
- 大江戸捜査網（テレビ東京）
  - 第5シリーズ（1990年10月12日 - 1991年3月29日） - 主演・葉月裕之介 役
  - 第6シリーズ（1991年10月11日 - 1992年3月27日） - 主演・天竜寺隼人〈直次郎〉 役
- 世にも奇妙な物語 冬の特別編 「午前3時のノック」（1991年12月26日、フジテレビ）
- 天下を獲った男 豊臣秀吉（1993年1月1日、TBS） - 清水宗治 役
- 泣きたい夜もある 第19回（1993年8月15日、毎日放送・TBS）- 達夫 役
- 鶴姫伝奇 -興亡瀬戸内水軍-（1993年12月28日、日本テレビ） - 越智安房 役
- 月曜ドラマスペシャル 早乙女千春の添乗報告書2（1996年1月15日、TBS） - 三上純一 役
- 金曜エンタテイメント（フジテレビ）
  - 帰ってきたOL 三人旅5（1995年12月22日）
  - 美人三姉妹温泉芸者が行く!5（1998年2月27日） - 原淳史 役
- 渡る世間は鬼ばかり 第3シリーズ（1996年 - 1997年、TBS） - 立石一茂 役
- 新・御宿かわせみ（1997年10月 - 1998年3月、テレビ朝日） - 天野宗太郎 役
- 土曜ワイド劇場（テレビ朝日）
  - 西村京太郎トラベルミステリー31（1997年8月2日） - 長田博 役
  - 2000年の完全犯罪に挑む二人の女（2000年4月1日） - 青山直之 役
  - 覗く女 実況中継された連続殺人!（2002年8月24日） - 佐野洋一 役
  - 温泉若おかみの殺人推理14（2004年5月1日）
  - 救急救命士・牧田さおり5（2007年2月3日） - 井原耕作 役
  - 司法教官・穂高美子1（2011年9月3日） - 村西壮吉 役
  - 再捜査刑事・片岡悠介4（2012年9月29日） - 鈴木真一 役
- 愛の劇場 パパ・レンタル中（1998年6月 - 7月、TBS） - 木村和樹 役
- 水戸黄門（TBS）
  - 第28部 第4話SP「風雲渦巻く駿府城!・江尻・駿府」（2000年4月3日） - 篠田専之助 役
  - 第29部〜第38部（2001年 - 2008年） - 柳沢吉保 役
- 御宿かわせみ 第二章 第4話（2004年4月23日、NHK総合） - 嵐梅之丞 役
- 名奉行! 大岡越前 第2シリーズ 第5話「殺しを予告する浮世絵！強欲の女と連続殺人の怪！」（2006年5月23日） - 川喜多俊斉 役
- セーラー服と機関銃（2006年10月 - 12月、TBS） - 星貴志 役
- 翼の折れた天使たち 第3夜「時」（2007年2月28日、フジテレビ）
- 徳川風雲録 八代将軍吉宗（2008年1月2日、テレビ東京） - 徳川家宣 役
- Around40〜注文の多いオンナたち〜 第6話・第11話（2008年5月16日・6月20日、TBS）- 神林昭三 役
- ありがとう!チャンピイ〜日本初の盲導犬誕生物語〜（2008年9月13日、フジテレビ） - 河相達夫 役
- メイちゃんの執事（2009年1月 - 3月、フジテレビ） - 東雲周太郎 役
- 臨場 第一章 第1話 - 第4話（2009年4月15日 - 5月6日、テレビ朝日） - 赤塚渉 役
- 相棒 season8 第10話「特命係、西へ!」（2010年1月1日、テレビ朝日） - 前川博義 役
- 赤かぶ検事 京都篇 第9話（2010年3月10日、TBS） - 笹川章夫 役
- 月曜ゴールデン（TBS）
  - 警視庁機動捜査隊216〜長い夜（2010年7月19日） - 竹内友彦 役
  - 狩矢警部シリーズ9 坂本龍馬殺人事件（2010年11月15日） - 才谷良雄 役
  - 警視庁心理捜査官・明日香（2011年2月28日） - 三枝康三郎 役
- CONTROL〜犯罪心理捜査〜 第1話（2011年1月11日、フジテレビ） - 楠田公男 役
- 金曜プレステージ「警察医・秋月桂の検死ファイル」（2012年2月10日、フジテレビ） - 瀬木一郎 役
- 科捜研の女（テレビ朝日）
  - season11 - 茅野孝英 役
    - 第15話「マリコ最後の事件へ VS過去から来た爆弾魔 海から遠い海水成分」（2012年3月1日）
    - 最終話「マリコ最後の鑑定！利用された誘拐事件!! 捨てられた発信機…身代金の罠!!」（2012年3月8日）

  - season16 第3話「夫婦愛修復ミステリー」（2016年11月10日） - 城ヶ崎充生 役
- TOKYOエアポート〜東京空港管制保安部〜 第6話（2012年11月18日、フジテレビ） - 栗山国土交通大臣 役
- 血の轍（2014年1月 - 2月、WOWOW） - 久保田務 役
- 終の棲家（2014年7月20日・27日、NHK BSプレミアム） - 片岡幹彦 役
- 必殺仕事人2014（2014年7月27日、テレビ朝日） - 老中・三好文衛門 役
- 毒島ゆり子のせきらら日記（2016年4月 - 6月、TBS） - 青羽樹人 役
- 警視庁捜査二課・郷間彩香 特命指揮官（2016年10月22日、フジテレビ） - 百瀬学 役
- 逃げるは恥だが役に立つ 第9話（2016年12月6日、TBS） - 加茂中本部長 役
- 刑事7人 Season3 第3話（2017年7月26日、テレビ朝日） - 北川誠一郎 役
- 日曜ワイド 深層捜査2（2017年11月12日、テレビ朝日） - 遠藤久幸 役
- トットちゃん!（2017年10月 - 12月、テレビ朝日） - 大橋恭彦 役
- 月曜名作劇場 はぐれ署長の殺人急行3（2018年1月22日、TBS） - 菅生繁 役
- 闇の伴走者〜編集長の条件 第4話・最終話（2018年4月21日・28日、WOWOW） - 塚本宗介 役[11]
- 日曜プライム 終着駅シリーズ32（2018年4月22日、テレビ朝日） - 下城保 役
- いつかこの雨がやむ日まで（2018年8月 - 9月、東海テレビ） - 谷川純一 役
- 無用庵隠居修行（BS朝日） - 松田清四郎 役
  - 無用庵隠居修行2（2018年9月8日）
  - 無用庵隠居修行3（2019年9月13日）
  - 無用庵隠居修行4（2020年9月22日）
  - 無用庵隠居修行5（2021年9月21日）
  - 無用庵隠居修行6（2022年9月20日）
  - 無用庵隠居修行7（2023年9月28日）[12]
  - 無用庵隠居修行9（2025年9月23日〈予定〉）[13]
- 大恋愛〜僕を忘れる君と（2018年10月 - 12月、TBS） - 井原誠一郎 役
- 新・ミナミの帝王 過去からの罠（2019年1月5日、関西テレビ） - 渡部栄治 役
- 家売るオンナの逆襲 第6話（2019年2月13日、日本テレビ） - 尾田順平 役
- 集団左遷!!（2019年4月 - 6月、TBS） - 南口優 役
- 歪んだ波紋（2019年11月 - 12月、NHK BSプレミアム） - 安田隆 役
- 居酒屋兆治（2020年3月28日、NHK BSプレミアム） - 吉野耕造 役
- 恋はつづくよどこまでも 第9話（2020年3月10日、TBS） - 菅原賢三 役
- ウルトラマンZ（2020年6月 - 12月、テレビ東京） - イナバコジロー 役[14]
- 連続テレビ小説 エール（2020年11月、NHK） - 脇坂常務 役[15]
- 小吉の女房2（2019年1月8日 - 3月12日、NHK BSプレミアム） - 鳥居耀蔵 役
- オー!マイ・ボス!恋は別冊で（2021年1月12日 - 3月16日、TBS） - 鈴木義郎 役[16]
- ナイト・ドクター 第8話（2021年8月30日、フジテレビ） - 安西尚道 役
- 仮面ライダーリバイス 第7話（2021年10月17日、テレビ朝日） - 前園孝治 役[17]
- ドクターホワイト 第4話（2022年2月7日、フジテレビ） - 鳥羽泰三 役
- 月曜プレミア8 今野敏サスペンス 暁鐘 警視庁強行犯係・樋口顕（2022年4月4日、テレビ東京） - 神谷伴宜 役
- やんごとなき一族 第6話（2022年5月26日、フジテレビ） - 香川亮治 役
- 最高のオバハン 中島ハルコ 第2シリーズ 第7話（2022年11月19日、東海テレビ） - 結城浩司 役
- 魔物 第3話（2025年5月2日、テレビ朝日） - 華陣丈太 役[18]

### 映画
- 海峡（1982年、東宝） - 水野 役（端役）
- 細雪（1983年、東宝） - 新兵 役（端役）
- 零戦燃ゆ（1984年、東宝） - 水島国夫 役
- ゴルフ夜明け前（1987年、東宝） - 沖田総司 役
- ゴジラシリーズ
  - ゴジラvsスペースゴジラ（1994年） - 新城功二 役[3]
  - ゴジラ FINAL WARS（2004年） - 国連事務総長秘書官 役[3]
- 映画誕生百年記念「四十七人の刺客」（1994年、東宝） - 浅野内匠頭 役
- EAST MEETS WEST（1995年、松竹） - 福沢諭吉 役
- 亡国のイージス（2006年、日本ヘラルド映画＝松竹） - 衣笠秀明 役
- 象の背中（2007年、松竹）
- ミッドナイト・イーグル（2007年、松竹） - 片山晋作官房副長官 役
- 受験のシンデレラ（2008年）
- 聯合艦隊司令長官 山本五十六（2011年、東映） - 小料理屋の客 役
- 起終点駅 ターミナル（2015年、東映）
- SUNNY 強い気持ち・強い愛（2018年、東映） - 藤井渉（大人） 役
- 弥生、三月-君を愛した30年-（2020年、東宝） - 結城冬樹 役
- キャラクター（2021年、東宝） - 山城健太 役
- 夏への扉 -キミのいる未来へ-（2021年、東宝） - 松下功一 役
- HOSHI 35/ホシクズ（2023年） - ミズノ 役[19]

### 舞台
- 美空ひばり舞台20周年記念ミュージカル「水仙の詩」（1983年）
- 男を金にする女（1991年5月4日 - 6月30日、芸術座 / 2000年11月1日 - 24日、南座 / 2004年11月1日 - 25日、名鉄ホール） - 十吉 役
- 細雪（2010年1月2日 - 28日、明治座 / 2011年10月5日 - 22日、帝国劇場）
- THE GHOST（2025年1月22日、東京オペラシティ コンサートホール タケミツメモリアル）[20]

### ゲーム
- 相棒DS（2009年） - 剣崎永嗣 役

### テレビアニメ
- クレバテス-魔獣の王と赤子と屍の勇者-（2025年） - ハイデン王 役[21][22]

### 玩具
- ウルトラマンZ ウルトラゼットライザー -MEMORIAL EDITION-（2021年6月）

## 音楽

### シングル
- 風はやさしく / 通せんぼ（1987年、日本コロムビア、AH-808） - A面は、テレビ朝日系テレビドラマ『若大将天下御免！』主題歌